# Det Kongelige Kapel
Det Kongelige Kapel är en symfoniorkester tillhörande Det Kongelige Teater i Köpenhamn. Orkestern grundades år 1448 och är därmed världens äldsta orkester som fortfarande är aktiv.

## Historia
När kapellet grundades 1448 var det för trumpetkonserter vid Kristian I:s hov. Trumpetarna var länge så pass viktiga för hovet, att de då och då drogs in i kungens konflikter. 
År 1515 ingick även sångare i orkestern, och trettio år senare hade det tillkommit en hel del nya instrument, däribland krumhorn. Till bröllopet mellan Fredrik II och Sofia av Mecklenburg år 1572 fanns även harpor, fioler och skalmejor. Detta gjorde att kapellet, förutom att kunna spela på ceremonier, även kunde underhålla när det behövdes. Flera av medlemmarna kunde nämligen dansa, jonglera, och spela teater utöver att spela instrument och sjunga.
Under Kristian IV av Danmarks regeringstid kunde han visa upp en av de största orkestrarna i Europa. Han importerade även instrument från olika länder i Europa för att orkestern skulle kunna spela på mer internationella instrument. Nästan ingen av danskarna hade någonsin spelat på instrumenten som kungen hämtade in, så kungen såg till att några av dem fick resa till Venedig för att finslipa sina kunskaper. 
Kristian IV gjorde många stora förändringar av orkestern, bland annat anställde han John Downland som var i Danmark när han skrev sin mest kända melodi, Flow My Tears. Mot slutet av regeringstiden lånade han in den tyske kompositören Heinrich Schütz från hovet i Dresden. Tanken var att Schütz skulle dirigera de mer än 80 musikerna vid bröllopet mellan Fredrik III och Sofia Amalia av Braunschweig-Lüneburg, och sedan åka hem till Dresden igen. Schütz stannade dock kvar så länge i Danmark att han fick sitt eget nummer i orkestern (259) och lärde musikerna hur man spelade sofistikerad teater, som man gjorde längre ner i Europa på den tiden. Detta gav ett stort inflytande på orkestern.
Johann Gottlieb Naumann införde ett elevsystem så att man kunde få de lokala, unga talangerna att gå med i orkestern på 1700-talet. Det var även i slutet av 1700-talet som orkestern mer och mer började bli en orkester med teater och opera.
I början av 1800-talet bestod orkestern av cirka 50 musiker som spelade allt från blåsinstrument till slagverk. Orkestern blev mycket populär och fick goda recensioner från många tidningar i Europa. 
Den 30 maj 1849 blev Danmark en enväldig monarki, och Fredrik VII tog makten över både Det Kongelige Teater och orkestern. Det var under en period tal om att både orkestern och teatern skulle läggas ner, men direktören för Det Kongelige Teater, Johan Ludvig Heiberg protesterade, och till slut fick verksamheten fortsätta.
Johan Svendsens debut som dirigent för orkestern 1883 väckte stor uppmärksamhet och han blev en av de mest kända dirigenterna. Bland andra dirigenter kan nämnas Hans Knappertsbusch, Bruno Walter,  Herbert von Karajan och Christoph von Dohnanyi.
År 1924 var första gången kvinnor fick vara med i orkestern. Från början till slutet av 1950-talet hade antalet musiker i orkestern ökat från cirka 70 till runt 100.
År 2005 flyttade orkesterns verksamhet från Kongens Nytorv mitt i Köpenhamn till ett nybyggt operahus på Holmen i Köpenhamn. Det var den första flytten på mer än 200 år. År 2017 grundades Det Kongelige Kapels Venner, med mål att stötta orkestern och få den att leva vidare.